# 月刊日本
月刊日本（げっかんにっぽん）は、ケイアンドケイプレス（K&Kプレス）発行の論壇誌。1997年4月創刊。ラジオ日本で報道部長や取締役論説室長を務めた南丘喜八郎が主幹となり、ソビエト連邦の崩壊・冷戦終結以後の日米関係の見直しを提言するために創刊した雑誌。日本の右派の中では、異色の論調をとっている。

## 概要
1997年創刊。基本理念では「マスコミ批判」で、「国家の基本法である憲法、民族共同体としての核である歴史観も、すべて外国製だ」として“歴史認識の見直し”と、“本質的な日本国憲法改正”を掲げた。
「権力者に対し、今、やれることをやるという点では右も左もない」と『週刊金曜日』編集部と「貧困とテロ、クーデター」をテーマに合同演説会を開催したり、原水爆禁止日本協議会代表理事でもある藤末衛（民医連会長）によるTPPに関するインタビューを載せたりもしている。
徹底して安倍晋三と竹中平蔵を批判してきた、稀有な月刊誌でもある。
2016年に佐藤優は、評論家の副島隆彦が月刊日本編集部に原稿料は無いと言われて、タダでは書かないと揉めた時に編集部が「フォーリン・アフェアーズだって原稿料は払わないんだ」と言ったエピソードを紹介している。佐藤は池上彰に月刊日本について、コアな民族派の考え方、彼らがどう世の中を見てるかを知る時に読むと述べている。

## 連載中の記事を執筆している主な人物
- 適菜収
- 小林節
- 青木理
- 倉重篤郎
- 宮崎正弘
- 植草一秀
- 佐藤優
- 三浦小太郎
- 山崎行太郎
- 松崎哲久